# Шилд, Марк
Марк Шилд (англ. Mark Shield; родился 2 сентября 1973 года) — австралийский футбольный судья.
Начал международную карьеру в 1997 году, когда судил матч между сборными Новой Зеландии и Норвегии. Судья ФИФА с 1999 года. В 2002 работал на чемпионате мира в Японии и Корее, в 2006 судил на Чемпионате Мира в Германии. Также судил на следующих финальных турнирах: Кубок конфедераций (2003), Кубок Азии (2004), Чемпионат мира по футболу среди юношеских команд (1999, 2005), Чемпионат мира по футболу среди молодёжных команд (2001, 2005). В повседневной жизни работает директором компании.